# گولدنتال
گولدنتال (به آلمانی: Guldental) یک شهر در آلمان است که در باد کرویتسناخ واقع شده‌است. گولدنتال ۲٬۶۱۲ نفر جمعیت دارد.